# Valachoc lípa
Valachoc lípa je památný strom v Těchonicích severozápadně od Horažďovic. Lípa srdčitá (Tilia cordata Mill.) roste v nadmořské výšce 500 m , za obcí u křížku vedle cesty z Těchonic do Strážovic. Obvod kmene je 478 cm (měřeno 2009), výška stromu je 14 m, šířka koruny 8 m (měřeno 2005). Lípa patří mezi mladší stromy, byla zasazena v roce 1920 , jako jedna ze dvou lip u křížku. V roce 2009 byla odborně ošetřena, byla zastřešena dutina a strom byl stažen kovovými lany. Lípa je chráněna od 21. srpna 2007 jako krajinná dominanta.